# Drulia geayi
Drulia geayi är en svampdjursart som först beskrevs av Gravier 1899.  Drulia geayi ingår i släktet Drulia och familjen Metaniidae. Inga underarter finns listade i Catalogue of Life.